# パキスタン国際航空
パキスタン国際航空 (英語: Pakistan International Airlines、ウルドゥー語: پاکستان انٹرنیشنل ایئر لائنز) は、カラチを本拠地とするパキスタンの航空会社。カラチ、イスラマバードをハブ空港とし、アジアや中東各国、ヨーロッパや北アメリカなど世界各国に路線網を持つ。
2025年に民営化される予定だが、政府が半分の株式を保有する見込みで、半民営化の形態をとる。

## 歴史
- 1946年10月29日にオリエント航空として設立された。当初は英領インドのカルカッタを拠点としていた。
- 1947年2月、ダグラスDC-3を3機購入し、同年5月に飛行免許を取得した[2]。
- 1947年6月30日に運航を開始し、カルカッタからシットウェー、ラングーンまで運航を開始した[3]。
- 1947年8月に新たに独立したパキスタンを拠点を移し、パキスタンの国営のパキスタン国際航空となった[4]。
- 1954年6月7日、ロッキード機を使用して東パキスタンと西パキスタン間の直行便の運航を開始した。
- 1955年、カイロ、ローマ経由でロンドンへ就航し、国際線の運航を開始した[5]。

- 1960年2月、パンアメリカン航空からボーイング707をウェットリースし、エア・インディアに次いで、ジェット機を導入した2番目のアジアの航空会社となった[6]。
- 1961年5月5日、ロンドンからさらに路線を延伸し、初の大西洋横断路線となるニューヨーク/JFK線に就航。
- 1962年1月2日、938.78 km/h (582.98 mph)という民間航空路線の世界記録を樹立した。この記録は今日まで破られていない。
- 1964年4月、非共産主義国家の航空会社として初めて中国に就航した[7]。
- 1964年5月10日には、非ソビエト航空会社としてはじめてモスクワに就航した。
- 1967年5月11日にカラチで行われた記者会見で、年間100万人の乗客を運ぶ世界第5位の利益を上げる航空会社になったと発表した[8]。
- 1970年代後半になると、中国国際航空、フィリピン航空などの外国の航空会社に技術および管理支援を提供し、航空機をリースを積極的に行った。
- 1985年、エミレーツ航空の設立に多大な支援をした[9]。ボーイング737-300とエアバスA300B4-200をリースした。
- 2002年7月、キャセイパシフィック航空から6機のボーイング747-300型機を購入。
- 2004年、ボーイング777-200LRのローンチカスタマーとなった[10][11]。
- 2005年11月10日、ボーイング777-200LRを使用して、民間旅客機による世界最長の直行便を就航させた。
- 2012年12月16日から、ターキッシュエアラインズとコードシェアを行う[12]。
- 2016年12月7日、ATR42-500「AP-BHO」が墜落する事故が発生した。この事故を受け、ATR機の運用を一時中止した[13]。
- 2019年11月26日から、アラブ首長国連邦のエティハド航空とコードシェアを開始[14]。
- 2020年5月22日、パキスタン国際航空8303便墜落事故が発生。

- 2020年6月24日、墜落事故を受けて行われたパキスタン国内のパイロットについての調査において、偽造免許・賄賂・密輸・記録の改ざんなど多数の問題が発覚した[15][16][17][18]。
- 2020年6月30日、欧州航空安全機関はパキスタン国際航空のEU圏内の飛行を6ヶ月間禁止した[19]。
- 2020年7月には、アメリカ連邦航空局がパキスタン航空当局の安全評価をカテゴリー1からカテゴリー2へ格下げし、アメリカへの新規就航が認められなくなったほか、アメリカの航空会社と相互コードシェアを実施できない制約が設定された[20]。
- 2023年、パキスタン政府が、国営だったパキスタン国際航空を民営化すると発表した。2025年頃に半官半民の形式で民営化される予定[21]。
- 2023年後半、燃料費の未払いにより、多くの便を欠航した[22][23]。
- 2024年11月、EU内乗り入れ禁止措置が解除された[24]。

## 就航路線
| イスラマバード、カラチ、ラホール、クエッタ、ギルギット、グワーダル、ムルターン、ファイサラーバード、サッカル、トゥルバット、スカルドゥ、 ペシャワール |                                                    |
| 国際線 |                                                    |
| 中国 | 北京/首都                                          |
| マレーシア | クアラルンプール                                   |
| カナダ | トロント                                           |
| サウジアラビア | ダンマン、ジェッダ、マディーナ、リヤド、ブライダフ |
| アラブ首長国連邦 | アブダビ、ドバイ、シャールジャ、アル・アイン       |
| オマーン | マスカット                                         |
| イラク | ナジャフ                                           |
| カタール | ドーハ                                             |
| クウェート | クウェート                                         |
| バーレーン | マナーマ                                           |
| フランス | パリ/シャルル・ド・ゴール                          |
| イギリス | マンチェスター(2025年8月より運航再開予定)          |
| アゼルバイジャン | バクー                                             |

## 日本との関係

### 2019年の日本への路線
| 便名      | 路線     | 路線           | 路線      | 路線      | 機材                |
| --------- | -------- | -------------- | --------- | --------- | ------------------- |
| PK852/853 | カラチ   | イスラマバード | 北京/首都 | 東京/成田 | ボーイング777-200ER |
| PK852/853 | ラホール | イスラマバード | 北京/首都 | 東京/成田 | ボーイング777-200ER |

東京/成田から北京、イスラマバードを経由し、カラチ、ラホールに向かう便が共通の便名で週1便ずつ運航されていた。東京からイスラマバードまでは週2便設定されていた。

### 日本との歴史
- 1969年11月1日、ボーイング707を使用し、ダッカ-羽田線を運航開始。
- 1978年5月の成田国際空港開港にあわせ、東京での発着空港を羽田空港から成田空港へ変更した。
- 1969年から2000年代までは、カラチ-バンコク/ドンムアン-マニラ-東京/成田線も週2便で運航していた。
- 2019年2月15日をもって、採算が合わない事を理由に、東京/成田-北京/首都間の運航を休止した。北京からパキスタンへは変わらず運航されていた[27]。
- 2019年5月に東京/成田-北京/首都間を運航再開した[28]。

## 機材
なお、当社が発注したボーイング社製航空機のカスタマーコードは40で、航空機の形式名は777-240ER, 777-240LR, 777-340ER などとなる。
| 機種                | 運用数 | 発注数 | オプション数 | 客室 | 客室 | 客室 | 客室 | 備考               |
| 機種                | 運用数 | 発注数 | オプション数 | C    | Y+   | Y    | 合計 | 備考               |
| ------------------- | ------ | ------ | ------------ | ---- | ---- | ---- | ---- | ------------------ |
| ATR 42-500          | 3      | -      | -            | -    | -    | 48   | 48   |                    |
| エアバスA320-200    | 14     | -      | -            | -    | 8    | 150  | 158  |                    |
| エアバスA320-200    | 14     | -      | -            | -    | -    | 180  | 180  |                    |
| ボーイング777-200ER | 6      | -      | -            | 35   | -    | 285  | 320  |                    |
| ボーイング777-200ER | 6      | -      | -            | 35   | -    | 294  | 329  |                    |
| ボーイング777-200LR | 2      | -      | -            | 35   | -    | 275  | 310  | ローンチカスタマー |
| ボーイング777-300ER | 4      | -      | -            | 35   | -    | 358  | 393  |                    |
| 合計                | 31     | 0      | -            |      |      |      |      |                    |

### 退役した機材
- エアバスA300B4
- エアバスA310-300
- エアバスA321-200
- エアバスA330-300
- ボーイング737-300
- ボーイング747-200
- ボーイング747-300
- ダグラス DC-8
- マクドネル・ダグラス DC-10-30
- ホーカー・シドレー トライデント
- ATR 72-500

### ギャラリー

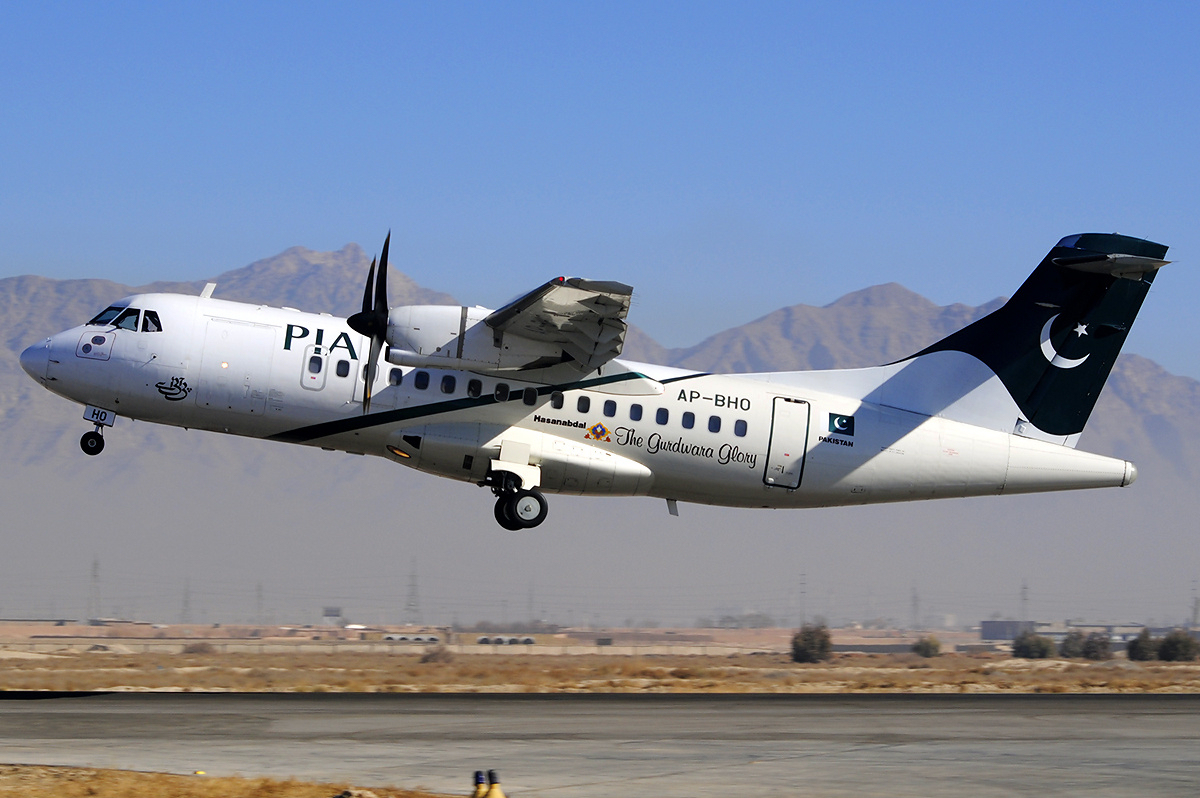
ATR 42-500
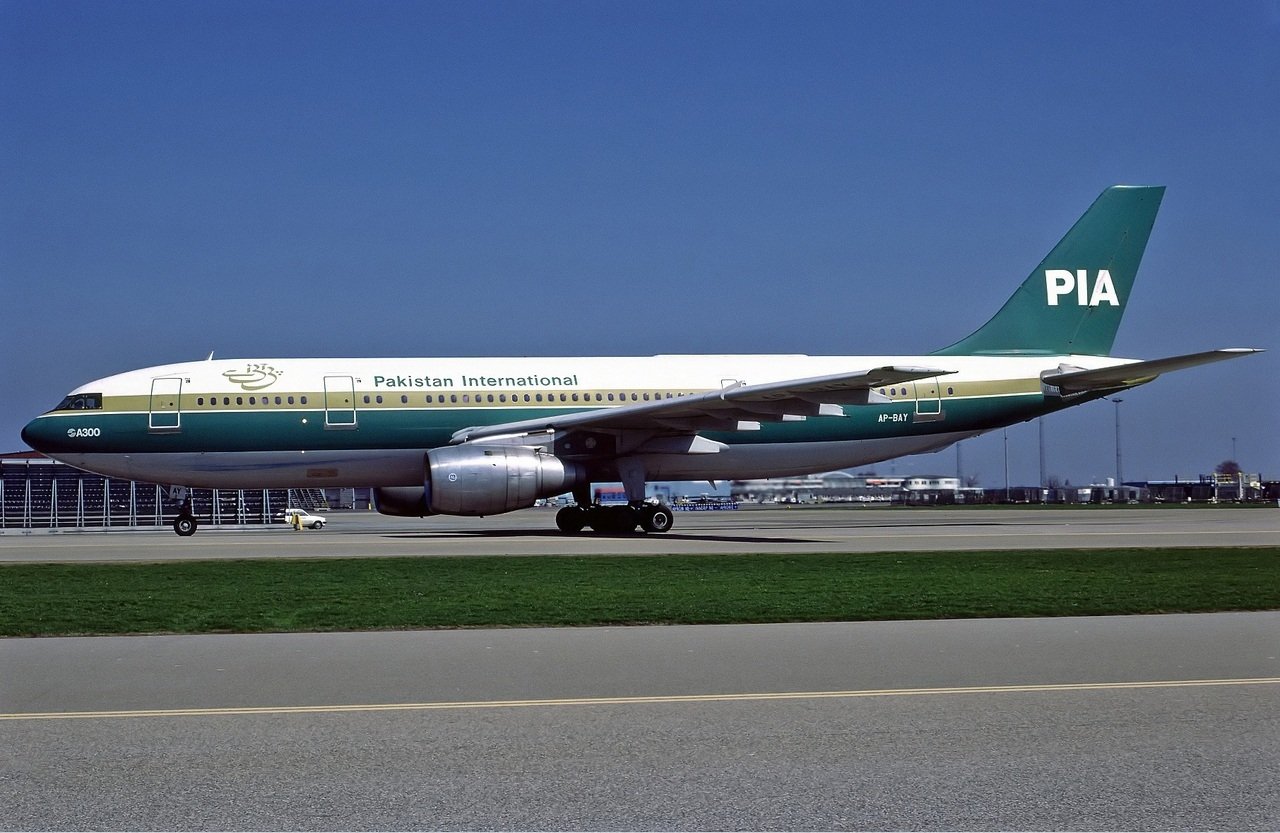
エアバスA300B4-200
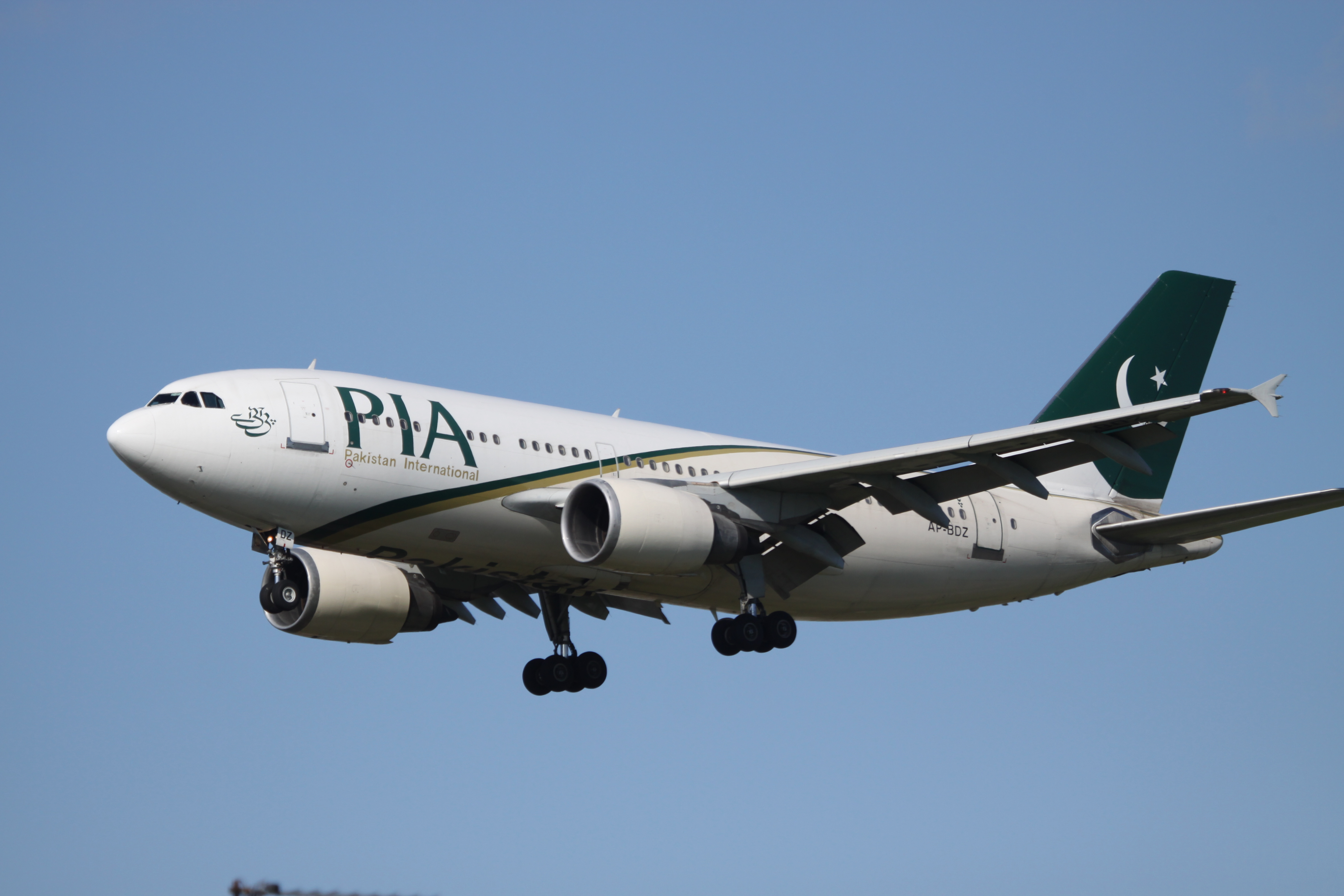
エアバスA310-300
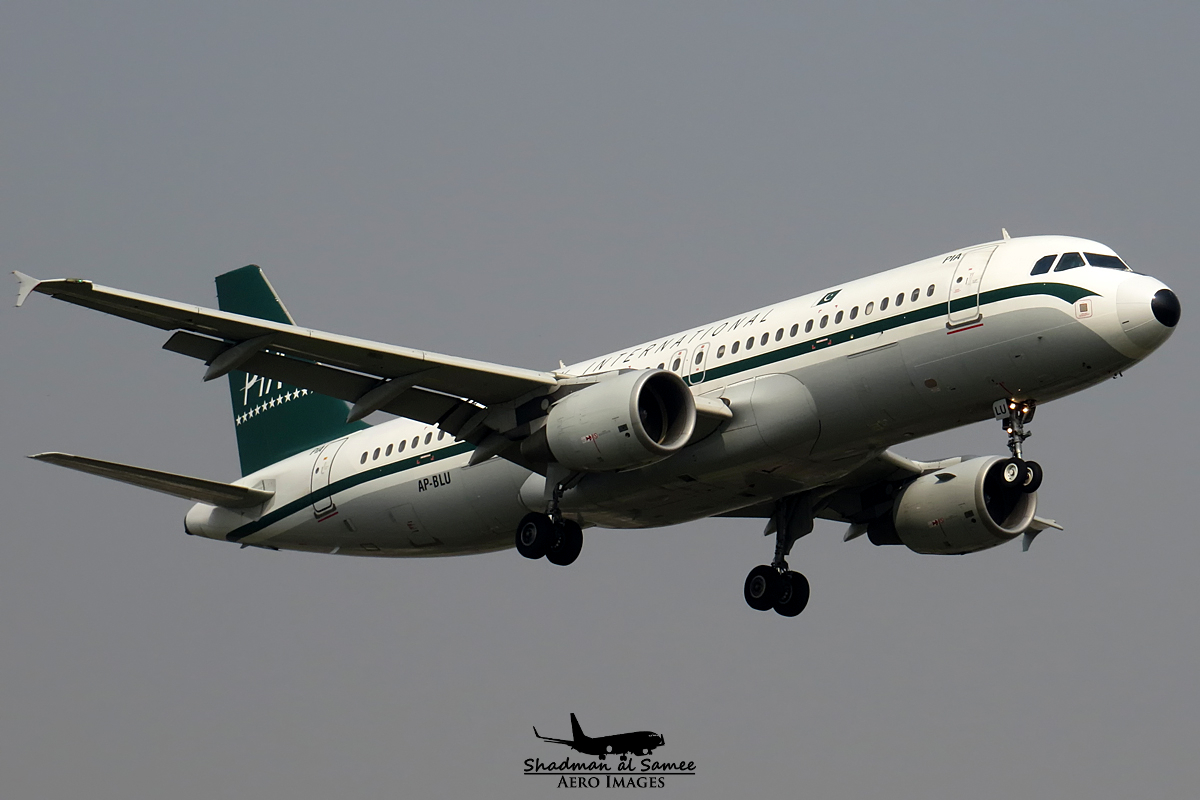
エアバスA320-200（レトロ塗装）
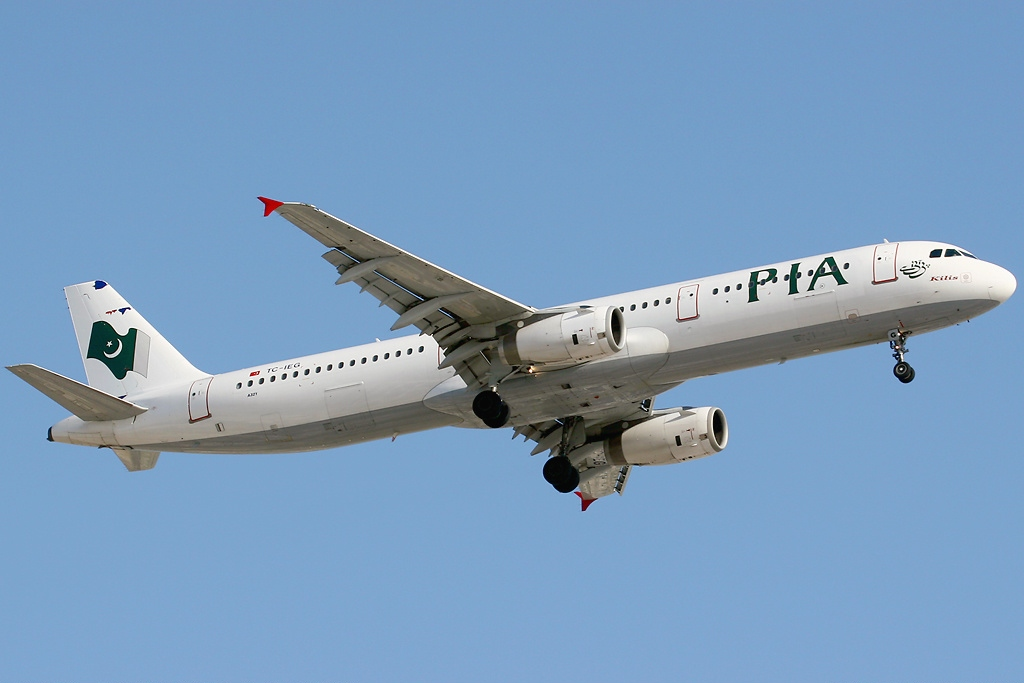
エアバスA321-200
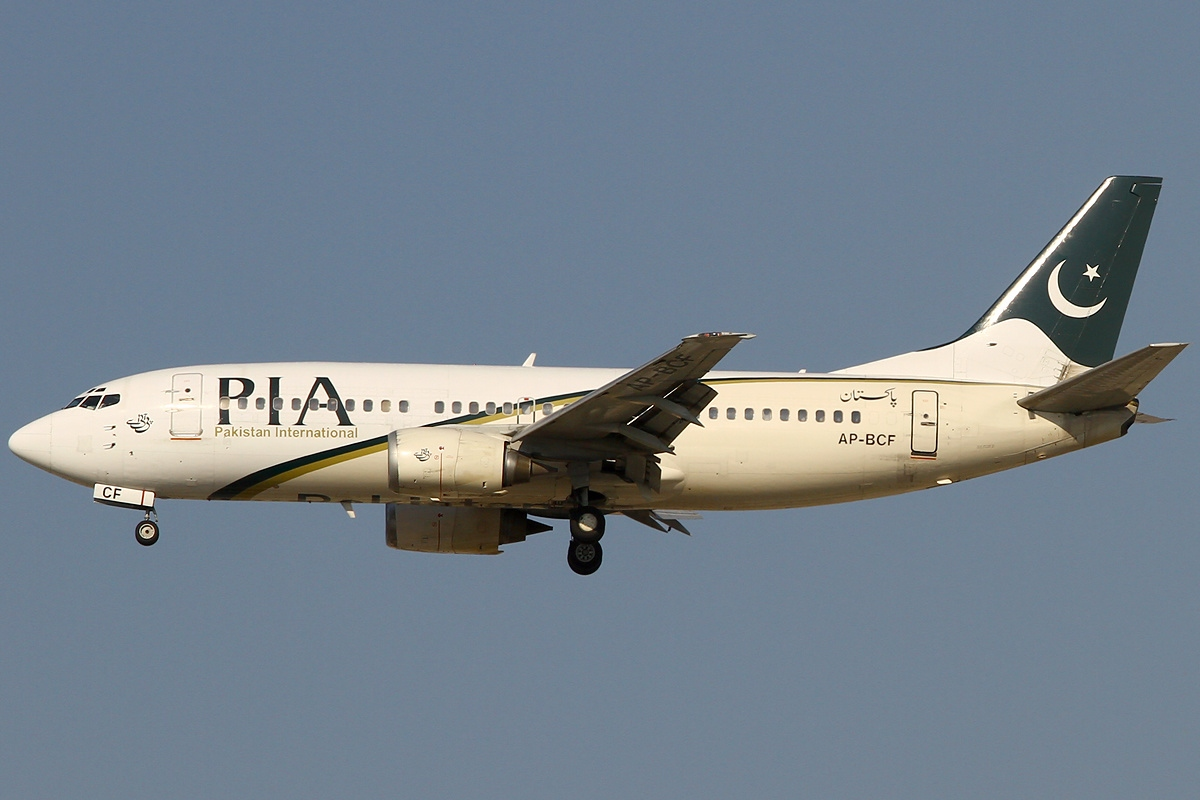
ボーイング737-300
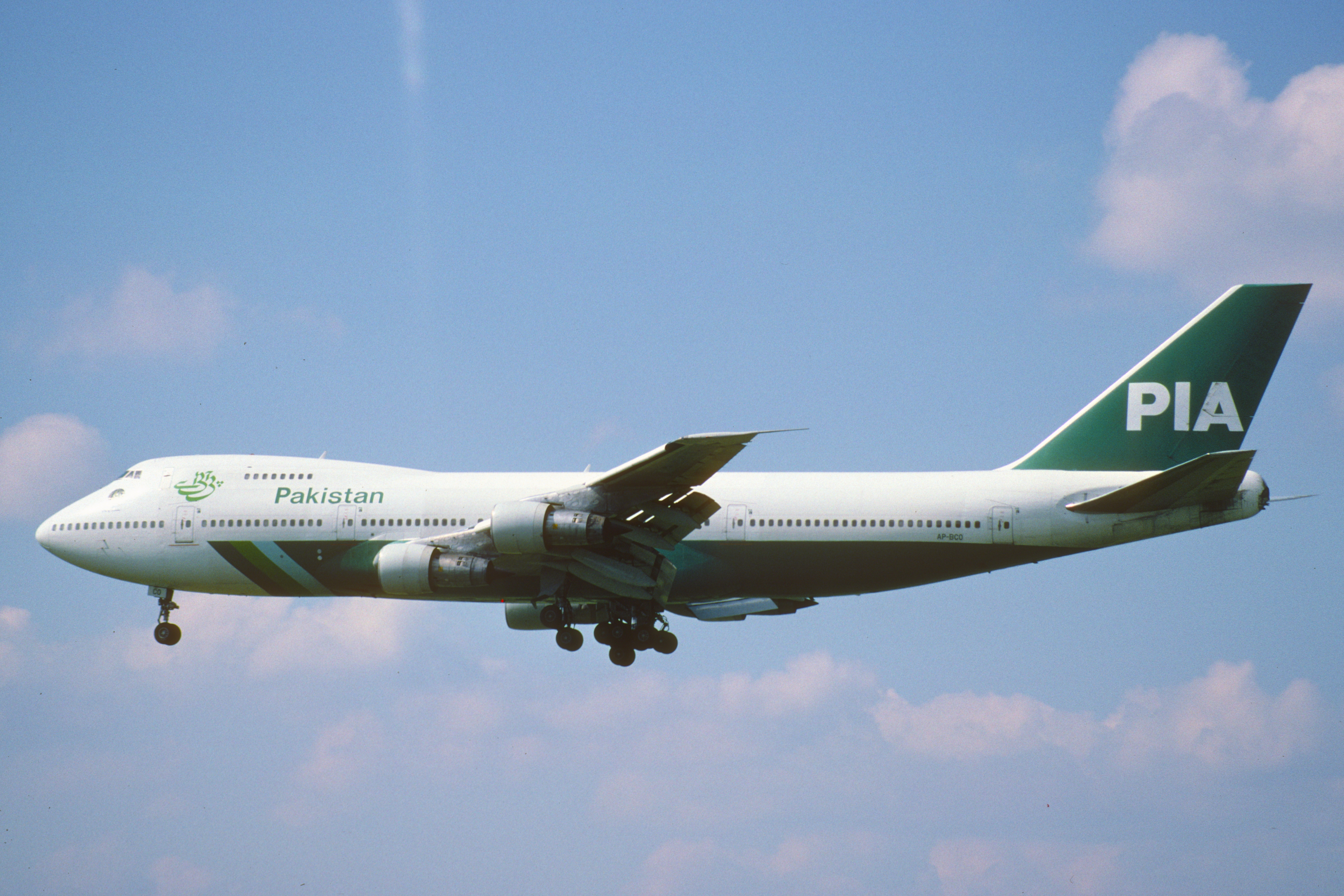
ボーイング747-200
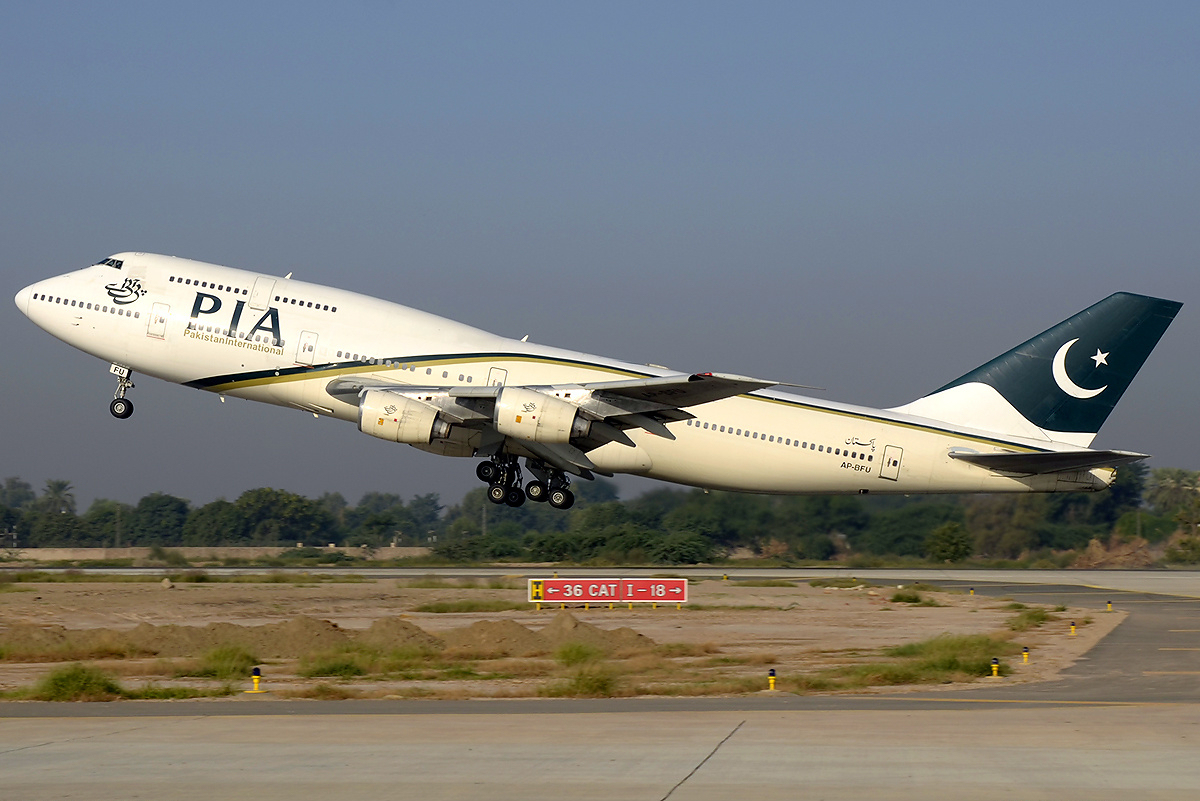
ボーイング747-300
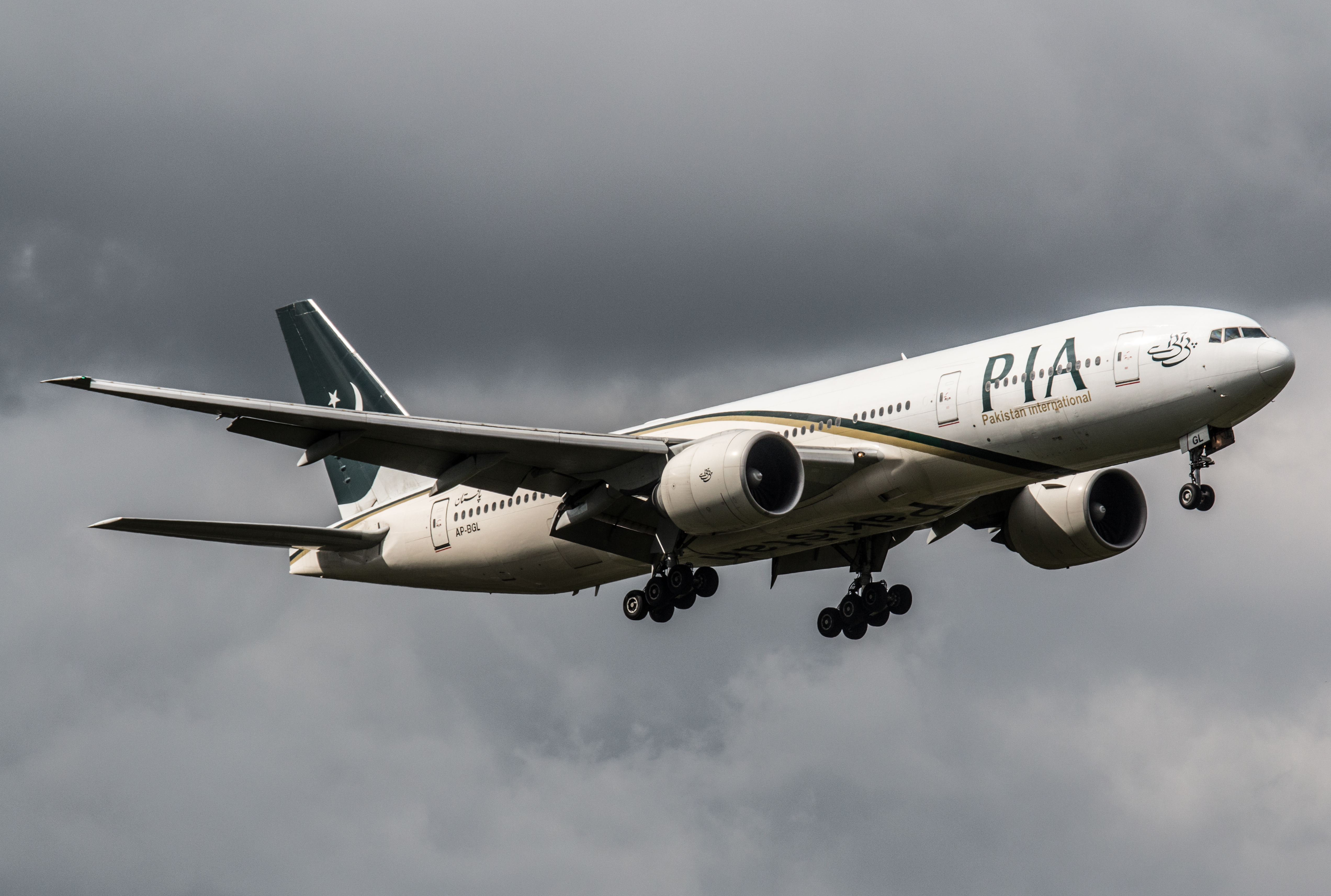
ボーイング777-200ER
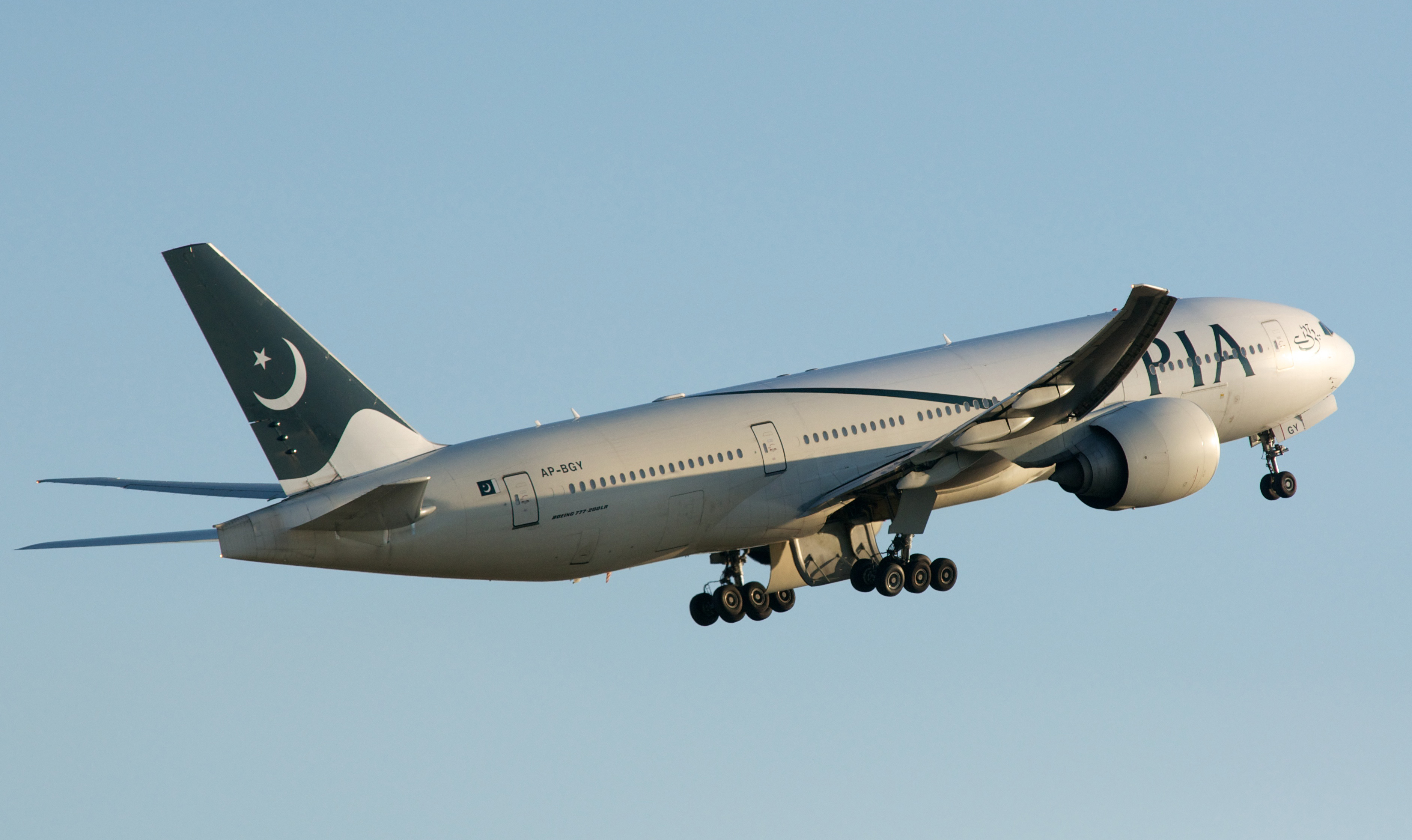
ボーイング777-200LR
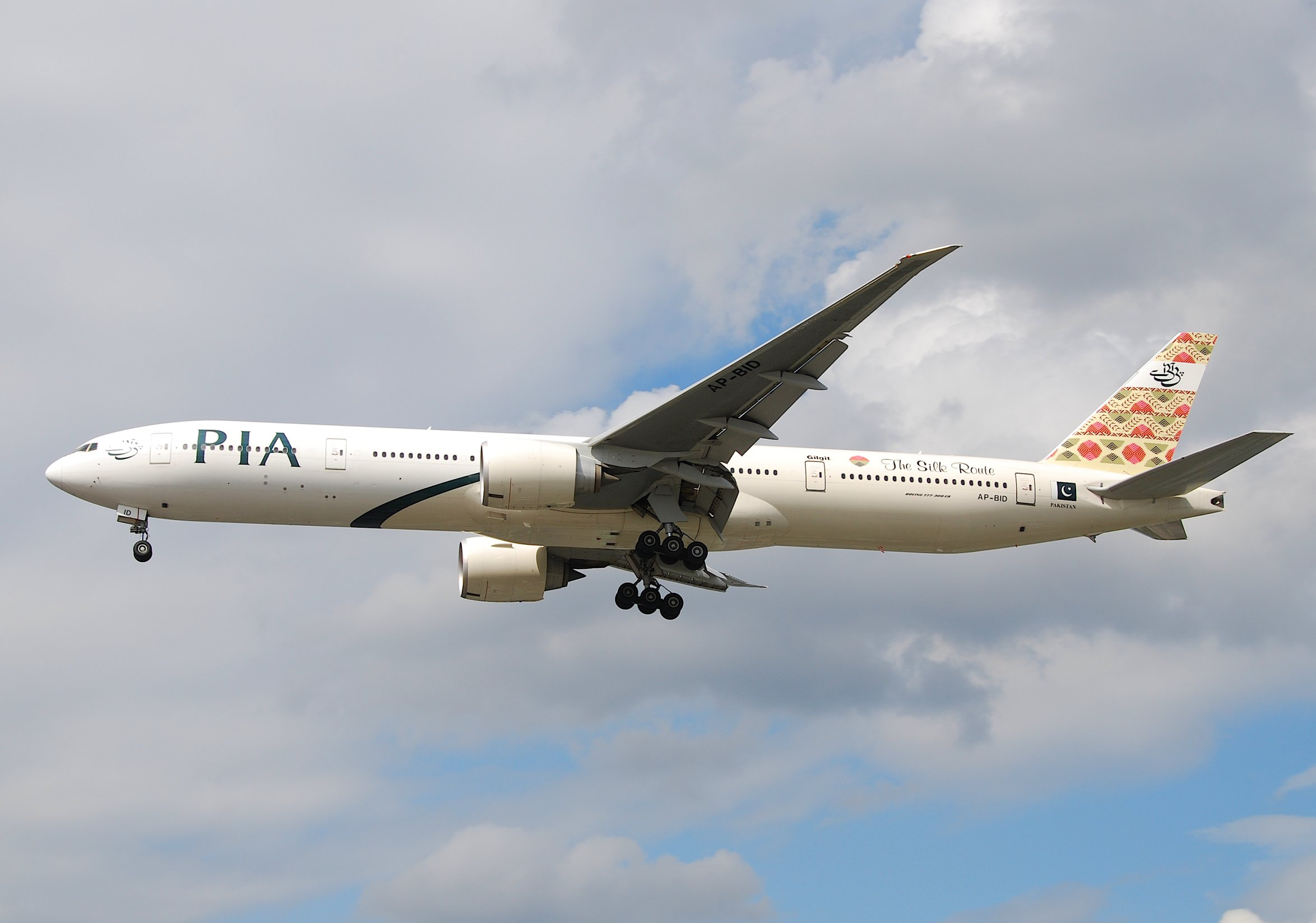
ボーイング777-300ER
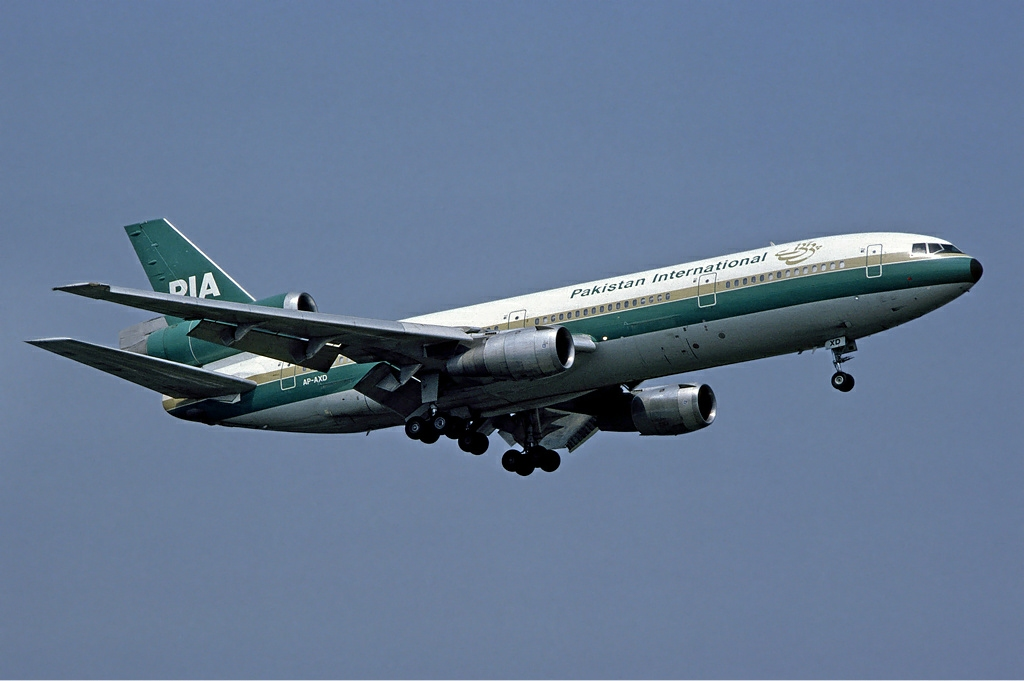
マクドネル・ダグラス DC-10-30

## イスラーム色
飛行前に必ず機長によるコーランの祈りがあり、安全飛行を乗客全員で祈願する。また機内アナウンスでは「当機はまもなく○○空港に着陸します、インシャッラー」などとアナウンスされるが、この「インシャッラー（إِنْ شَاءَ ٱللَّٰهُ）」は「もし神が望まれれば」というコーランの一説の引用であるなど、極めてイスラーム色の強い航空会社である。一部路線ではスカーフの着用を義務付けている。

## 事故
- 1965年5月20日 - パキスタン国際航空705便墜落事故
- 1979年11月26日 - パキスタン国際航空740便墜落事故
- 1992年9月28日 - パキスタン国際航空268便墜落事故
- 2016年12月7日 - パキスタン国際航空661便墜落事故
- 2020年5月22日 - パキスタン国際航空8303便墜落事故